# 圣多明我广场 (博洛尼亚)
44°29′23″N 11°20′40″E / 44.48972°N 11.34446°E

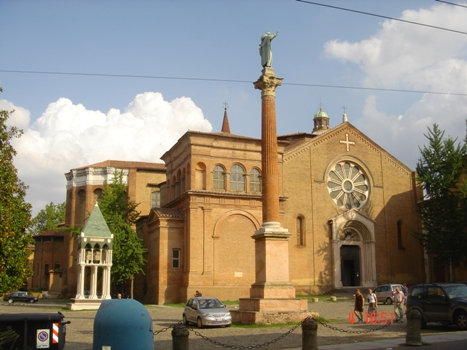
圣多明我广场

圣多明我广场（Piazza San Domenico）是博洛尼亚市中心的一个广场。广场上除了圣多明我圣殿和修道院之外，还有Luigia Tincani学校和意大利司法部办公室。

## 位置
圣多明我广场的一侧是 Garibaldi 街，最初由一堵墙隔开。沿街继续向南数十米就是Tribunali广场。

## 特点
圣多明我广场铺有石头路面，类似于附近的圣斯德望广场。在中世纪，广场上可以聚集大量人群，听多明我会神父的布道。

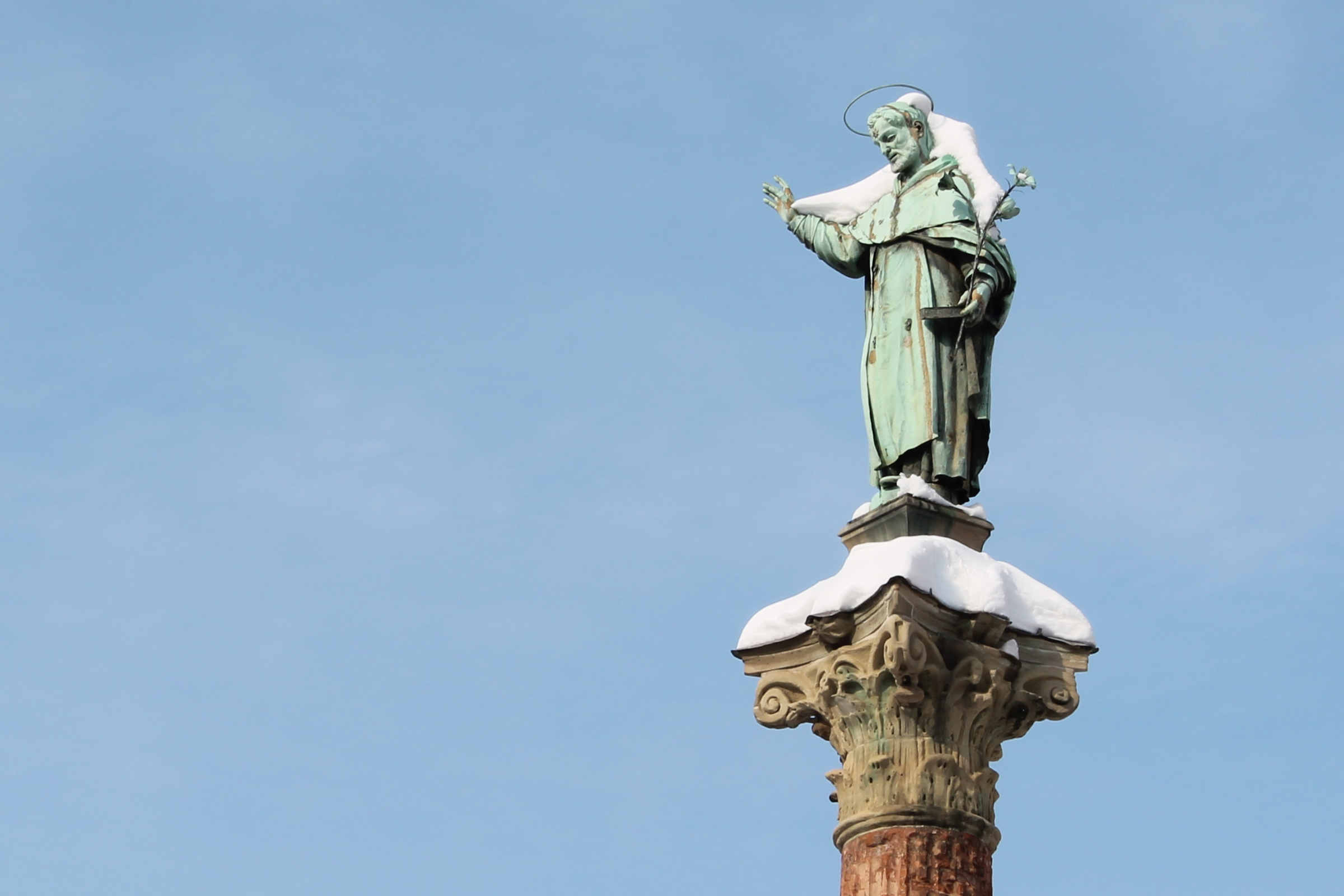
柱顶的圣多明我铜像

广场上有博洛尼亚四博士墓，以及圣多明我铜像。